# Nagyócsa
Nagyócsa (1899-ig Ocsova, szlovákul: Očová) község Szlovákiában, a Besztercebányai kerületben, a Zólyomi járásban.

## Fekvése
Zólyomtól 14 km-re északkeletre, a Poľana lábánál fekszik.

## Története
A falu nevét még víznévként 1263-ban „Olchua” néven említik először a zólyomi váruradalom határának leírásában, majd 1333-ban ismét egy határleírásban tűnik fel. A települést magát 1351-ben említik először „de Ochowa in Lypche” alakban az Ócsáról Zólyomlipcsébe menő út vonatkozásában. 1406-ban „Ocsowa”, 1424-ben „Ochowa” néven a véglesi váruradalom részeként említik. 1424-ben Luxemburgi Zsigmond az uradalommal együtt feleségének, Borbálának adta. 1454-ben V. László okleveléből kiderül, hogy vámszedőhely működött itt. A török 1566-ban és 1576-ban felégette a falut. 1582-től 1668-ig a füleki, később a szécsényi bégnek fizette az adót. A 17. században főként a császári katonaság garázdálkodásai okoztak sok szenvedést a községnek. 1790. június 19-én nagy tűzvész pusztított a faluban, melyben 30 ház és sok gazdasági épület leégett.
A 18. század végén Vályi András így ír róla: „OCSOVA. Tót falu Zólyom Várm. földes Ura H. Eszterházy Uraság, lakosai katolikusok, Ispotállya is van, és Zelibucs, Hajnikova két majorjai. Szűletése helye a’ halhatatlan érdemű néhai Bél Mátyásnak, a’ ki tudós, és hasznos munkáji által, mind a’ Haza, mind pedig a’ külföldiek előtt mindenkor méltó tiszteletben marad. Határja tágas, legelője, réttye, és fája elég van, keresetre jó módgya, sok juhokat is tartanak.”
1828-ban 271 házában 2488 lakos élt, akik főként mezőgazdaságból éltek. 1831. július 22-én újabb tűzvész tört ki, ekkor 40 ház égett le. Még ez év szeptemberében elérte a falut a kolera, a járványnak 144 áldozata volt. 1832. szeptember 25-én a templom gyulladt ki, a tűzben belseje teljesen kiégett. 1836. április 13-án 6 ház égett le. 1844. március 9-én gyakorlatilag az egész község leégett. 63 ház gazdasági épületekkel, a kocsma, a sörfőzde vált a lángok martalékává. A tűzben 5 gyermek is elpusztult, akik nem tudtak időben elmenekülni.
Fényes Elek 1851-ben kiadott geográfiai szótárában így ír a faluról: „Ocsova, tót falu, Zólyom vmegyében, ut. p. Szalatnától északra egy órányira: 767 kath., 1721 evang. lak. Kath. és evang. anyatemplom. Határa igen nagy, de nem igen termékeny; erdeje gyönyörü, van 2 fűrészmalma, nagy juhtenyésztése, s az uraságnak a hajnikovai és zseli buzi pusztákon nevezetes majorsága. Bél Mátyás fáradhatatlan tudósunk itt született. F. u. h. Eszterházy.”
A trianoni diktátumig Zólyom vármegye Nagyszalatnai járásához tartozott.

## Népessége
| Év:            | 1994. | 2004.   | 2014.   | 2024.   |
| -------------- | ----- | ------- | ------- | ------- |
| Emberek száma: | 2627  | 2571    | 2597    | 2451    |
| Eltérés:       |       | -2,13 % | +1,01 % | -5,62 % |

| Év:            | 2023. | 2024.   |
| -------------- | ----- | ------- |
| Emberek száma: | 2462  | 2451    |
| Eltérés:       |       | -0,44 % |

1910-ben 3378 túlnyomórészt szlovák anyanyelvű lakosa volt.
2001-ben 2602 lakosából 2524 szlovák volt.
2011-ben 2634 lakosából 2422 szlovák volt.

## Neves személyek
- Itt született 1615-ben idősebb Pilarik István evangélikus lelkész.
- Itt született Pilarik Ezsaiás evangélikus lelkész.
- Itt született 1684. március 24-én Bél Mátyás földrajztudós, kora legnagyobb földrajzi írója.
- Itt született 1854-ben Forrásy Ferenc jogi doktor.
- Itt született 1945-ben Jozef Moravčík szlovák diplomata, és politikus.
- Itt élt Cseszneky Erzsébet, Bél Mátyás édesanyja, az evangélikus egyház jótevője.
- Itt szolgált Lukács János (1834-1894) evangélikus kántortanító, kertészeti szakíró.
- Itt született 1975-ben Rudolf Huliak szlovák politikus, idegenforgalmi és sportminiszter, Očová volt polgármestere.

## Nevezetességei
- Mindenszentek tiszteletére szentelt római katolikus temploma a 14. században épült. Oltárát Lőcsei Pál mester készítette. 1641-benn, 1670-ben és a 18. században átépítették. A templom előtt Nepomuki Szent János szobra áll.
- evangélikus temploma 1785-ben épült, klasszicista stílusú.
- Bél Mátyás emlékszobája.
- Bél Mátyás szobra az alapiskola előtt.
- Sportrepülőtér.
- Nagyócsai folklórünnep.

## Külső hivatkozások
- Hivatalos oldal
- Községinfó
- Nagyócsa Szlovákia térképén
- Nagyócsa a szlovák múzeumok oldalán
- Nagyócsa a régió turisztikai oldalán
- E-obce.sk Archiválva 2007. október 16-i dátummal a Wayback Machine-ben